# Mi Ranchito, Oaxaca
Mi Ranchito är en ort i Mexiko.   Den ligger i kommunen San Agustín de las Juntas och delstaten Oaxaca, i den sydöstra delen av landet, 400 km sydost om huvudstaden Mexico City. Mi Ranchito ligger 1 587 meter över havet och antalet invånare är 115.
Terrängen runt Mi Ranchito är kuperad österut, men västerut är den platt. Terrängen runt Mi Ranchito sluttar västerut. Runt Mi Ranchito är det ganska tätbefolkat, med 90 invånare per kvadratkilometer. Närmaste större samhälle är Oaxaca de Juárez, 7,7 km norr om Mi Ranchito. I omgivningarna runt Mi Ranchito växer huvudsakligen savannskog.